# 현대중학교
현대중학교(現代中學校)는 대한민국 울산광역시 동구 서부동에 있는 사립 중학교이다.

## 학교 연혁
- 1976년 7월 1일 : 학교법인 현대학원 설립(정주영 초대 이사장 취임)
- 1977년 8월 26일 : 최계주 초대 교장 부임
- 1977년 12월 16일 : 현대중학교 설립 인가(30학급)
- 1978년 3월 10일 : 개교(남 395명, 여 308명)
- 1981년 2월 14일 : 제1회 졸업식(남 414명, 여 299명)
- 1984년 2월 27일 : 현 교사(校舍)로 이전
- 1984년 3월 1일 : 현대중학교(남)와 현대여자중학교(여) 분리
- 1984년 4월 16일 : 양궁부, 축구부 창단
- 2000년 3월 1일 : 남녀공학 재개
- 2016년 10월 27일 : 오연천 제4대 이사장 취임
- 2019년 9월 1일 : 최영철 제11대 교장 취임
- 2022년 12월 16일 : 제43회 졸업식(241명, 총 졸업생수 20,218명)
- 2023년 3월 2일 : 제46회 입학(236명 남 125명, 여 111명)

## 참고 자료
- 현대중학교 - 한국교육학술정보원 학교알리미